# Bicyclus deannulata
Bicyclus deannulata är en fjärilsart som beskrevs av Embrik Strand 1908. Bicyclus deannulata ingår i släktet Bicyclus och familjen praktfjärilar. Inga underarter finns listade i Catalogue of Life.